# Pachymelania byronensis
Pachymelania byronensis is een slakkensoort uit de familie van de Thiaridae. De wetenschappelijke naam van de soort is voor het eerst geldig gepubliceerd in 1828 door W. Wood.